# Serratula monardii var. monardii
Serratula monardii subsp. monardii é uma variedade de planta com flor pertencente à família Asteraceae.

## Portugal
Trata-se de uma variedade presente no território português, nomeadamente em Portugal Continental.
Em termos de naturalidade é endémica da Península Ibérica.

## Protecção
Não se encontra protegida por legislação portuguesa ou da Comunidade Europeia.